# Bojan Kovačević (calciatore 2004)
Bojan Kovačević (in serbo Бојан Ковачевић?; Užice, 22 maggio 2004) è un calciatore serbo, difensore del Cadice.

## Carriera

### Club
Nato ad Užice, è cresciuto nel settore giovanile del Partizan prima di passare nel 2019 al Čukarički. Nel giugno 2021 ha firmato il suo primo contratto professionistico ed il 18 settembre ha debuttato in prima squadra nell'incontro di Superliga vinto per 2-1 contro lo Spartak Subotica. Ha segnato il suo primo gol esattamente un anno dopo, nel successo per 3-0 contro il Voždovac.

### Nazionale
Ha giocato nelle nazionali giovanili serbe Under-16, Under-17, Under-19 ed Under-21.

## Statistiche

### Presenze e reti nei club
Statistiche aggiornate al 12 dicembre 2023.
| Stagione        | Squadra         | Campionato      | Campionato | Campionato | Coppe nazionali | Coppe nazionali | Coppe nazionali | Coppe continentali | Coppe continentali | Coppe continentali | Altre coppe | Altre coppe | Altre coppe | Totale | Totale | Totale |
| Stagione        | Squadra         | Comp            | Pres       | Reti       | Comp            | Pres            | Reti            | Comp               | Pres               | Reti               | Comp        | Pres        | Reti        | Pres   | Reti   |        |
| --------------- | --------------- | --------------- | ---------- | ---------- | --------------- | --------------- | --------------- | ------------------ | ------------------ | ------------------ | ----------- | ----------- | ----------- | ------ | ------ | ------ |
| 2021-2022       | Čukarički       | SL              | 10         | 0          | CS              | 0               | 0               |                    | -                  | -                  |             | -           | -           | 10     | 0      |        |
| 2022-2023       | Čukarički       | SL              | 17         | 1          | CS              | 3               | 0               | UECL               | 3                  | 0                  |             | -           | -           | 23     | 1      |        |
| 2023-2024       | Čukarički       | SL              | 4          | 0          | CS              | 2               | 0               | UEL+UECL           | 0+2                | 0                  |             | -           | -           | 8      | 0      |        |
| Totale carriera | Totale carriera | Totale carriera | 31         | 1          |                 | 5               | 0               |                    | 5                  | 0                  |             | -           | -           | 41     | 1      |        |